# Confessioni di un sicario dell'economia
Confessioni di un sicario dell'economia (Confessions of an Economic Hit Man) è un libro autobiografico scritto dall'economista John Perkins, in cui l'autore racconta gli anni in cui lavorò all'interno della Chas. T. Main Inc. con il ruolo di economista capo, e i meccanismi di corruzione e collusione intrattenuti dagli Stati Uniti con banche, grandi aziende e governi di vari paesi nel mondo. In particolare l'autore si sofferma sul periodo che va dal 1963 fino agli anni ottanta, cioè dall'adolescenza e dagli studi di economia alle mansioni rivestite per conto della politica estera americana, fino alla definitiva decisione di scrivere il libro.
Le vicende narrate sono state vissute dall'autore in prima persona all'epoca del suo incarico di - come si definisce egli stesso - sicario dell'economia.

## Trama
Nell'introduzione l'autore si sofferma sui motivi che lo hanno spinto a scrivere un libro riguardo alla propria esperienza, e sulle vicissitudini che lo hanno accompagnato durante le varie stesure: iniziato nel 1982 e interrotto varie volte a causa di pressioni esterne, fu infatti ultimato solo nel 2004.
Subito dopo inizia il racconto della vita dell'autore. I primi anni passati al college e una prima descrizione della sua crescita psicologica, che si rivelerà fondamentale successivamente con l'ingresso nell'NSA.
Perkins prende quindi a descrivere la sua vita lavorativa all'interno della società di consulenze, raccontando ciò che poco a poco arrivò a scoprire sul sistema economico americano.
Dopo aver lavorato all'NSA l'autore entra a far parte dei cosiddetti Peace Corps, dai quali giunge infine al suo lavoro principale, di sicario dell'economia.
Per prima cosa, viene istruito al suo ruolo futuro da un altro agente interno della Main (Claudine): 
Riversano il denaro della Banca Mondiale, dell'Agenzia Statunitense per lo Sviluppo Internazionale (USAID) e di altre organizzazioni "umanitarie" nelle casse di grandi multinazionali e nelle tasche di un pugno di ricche famiglie che detengono il controllo delle risorse naturali del pianeta. I loro metodi comprendono il falso in bilancio, elezioni truccate, tangenti, estorsioni, sesso e omicidio. Il loro è un gioco vecchio quanto il potere, ma che in quest'epoca di globalizzazione ha assunto nuove e terrificanti dimensioni.»
Per poter lavorare Perkins inizia a girare il mondo, e visitare assieme a dei colleghi paesi come l'Indonesia, Panama, Arabia Saudita, o Iran, nei quali, egli racconta, gli viene chiesto di creare previsioni gonfiate di un imminente boom economico, per giustificare prestiti miliardari da Parte degli organismi internazionali.
Molte volte egli dimostra inoltre di essere l'unico sicario disponibile verso la gente del luogo, andando a visitare più volte le zone povere dei paesi ove lavora, e intrattenendosi con amici del posto che gli spiegano il punto di vista della popolazione.
Conosce, per motivi di lavoro ma anche per curiosità personale, personalità del calibro di Allende, Torrijos o Roldos, Graham Greene, e altri.
In questi incontri inizia ad avere serie crisi di coscienza, che inizialmente elude, ma che alla fine lo spingeranno a scrivere il libro.
Egli diventa, col tempo, capace di descrivere il sistema degli investimenti stranieri e dei sicari.

## Tecniche utilizzate
In una intervista successiva all'uscita del libro e contenuta nel documentario Zeitgeist: Addendum, l'autore ha sintetizzato con queste parole le modalità di corruzione utilizzate durante il proprio incarico per conto della Banca Mondiale:
Ma quasi tutto il denaro va alle aziende americane, non al paese, aziende come Bechtel e Halliburton, General Motors, General Electric, che realizzano grandi progetti di infrastrutture nel paese: centrali elettriche, autostrade, porti, zone industriali, cose che servono a chi ha molto denaro, e raramente toccano i poveri.
Infatti i poveri soffrono perché i prestiti devono essere ripagati e sono ingenti, quindi ripagarli significa che essi non ricevono istruzione, servizi sanitari o sociali, e il paese viene lasciato intenzionalmente alle prese con un grande debito.
Noi sicari dell'economia torniamo in questo paese e diciamo: "Guardate, ci dovete molti soldi, non potete ripagare i debiti, allora dateci le vostre risorse vitali". [...] Appena uno di questi presidenti antiamericani viene eletto, uno di noi torna nel paese e dice: "Congratulazioni Presidente, ora che è stato eletto voglio informarla che io posso renderla molto ricco, insieme alla sua famiglia: ho diverse centinaia di milioni di dollari in questa tasca, se lei sta al nostro gioco; altrimenti in questa tasca ho una pistola e una pallottola con sopra il suo nome, nel caso in cui lei decida di mantenere le promesse elettorali e ci allontani.
"Vendete a bassissimo prezzo il vostro petrolio alle nostre compagnie petrolifere, votate con noi alle prossime elezioni dell'ONU, o inviate le vostre truppe a supporto delle nostre in luoghi come l'Iraq, ecc." E in tal modo, siamo riusciti a creare un impero mondiale, e solo pochissime persone ne sono a conoscenza.»

## I sicari, gli sciacalli, l'esercito
Racconta Perkins che il ruolo del sicario dell'economia nasce con i lavori di Kermit Roosevelt jr, funzionario della CIA che ebbe un ruolo predominante nella risoluzione della questione iraniana nel 1951, quando il leader iraniano Mohammad Mossadeq si ribellò allo sfruttamento del petrolio nazionale da parte della precursore dell'attuale BP, nazionalizzandone il patrimonio.
Per rispondere alla sua azione, e per paura di un intervento dell'URSS, il Regno Unito chiese aiuto agli USA, che inviarono sul luogo Roosevelt, che minacciò e corruppe un manipolo di persone per generare rivolte violente e far cadere Mossadeq, facendo salire al trono il dittatore Mohammad Reza Pahlavi, alleato con gli USA.
Da allora un sicario dell'economia è un professionista il cui lavoro consiste nel convincere paesi strategicamente importanti per il suo datore di lavoro (spesso gli USA) a contrarre significativi impegni finanziari con la Banca Mondiale, con l'Agenzia Statunitense per lo Sviluppo Internazionale (USAID) e con altre organizzazioni umanitarie.
I prestiti che questi organi internazionali si vedono richiedere vengono giustificati in base a straordinarie previsioni di sviluppo economico, spesso inventate, che vengono stilate dagli stessi sicari.
In base al contratto degli impegni finanziari, i prestiti vengono poi reinvestiti in opere pubbliche commissionate a multinazionali del mondo occidentale, e nel rimpinguare le casse delle poche famiglie che detengono il potere reale delle risorse naturali del paese protagonista.
I problemi per la nazione sorgono quando si tratta di ripagare il debito verso le associazioni di credito internazionali.
Il contratto viene stipulato in maniera tale che questo debito sia fondamentalmente ingestibile, così che la nazione soggetta diventi di fatto controllabile da parte delle organizzazioni internazionali, e, in definitiva, da parte degli Stati Uniti.
Il decollo industriale basato su previsioni economiche gonfiate tarda a venire, così che il paese si ritrova con un debito insanabile, e con la possibilità di una minaccia di black out economico nel caso in cui il creditore internazionale dovesse chiedere indietro i fondi versati.
In questa maniera gli USA si assicurano un nuovo paese soggetto al proprio controllo, che può sfruttare, ad esempio, come voto favorevole all'interno dell'ONU.
Fattore fondamentale è l'accondiscendenza dei governatori e delle famiglie influenti del paese, che vengono sostanzialmente pagati per lasciar fare. Tutto il sistema si basa sulla corruttibilità delle persone al comando.
Altra figura centrale del sistema è lo sciacallo dell'economia, che entra in azione qualora fallisca il sicario. Nel caso in cui, per esempio, si scopra che il governatore del paese non è corruttibile, o che altri fattori esterni hanno bloccato l'opera dei sicari, gli sciacalli organizzano un attentato al presidente, così da togliere di mezzo il problema.
Una volta tolto di mezzo la persona non corruttibile, viene messo al governo del paese un governatore fantoccio pronto a firmare contratti miliardari con le multinazionali interessate.
Se falliscono anche gli sciacalli, e tutti gli attentati non vanno a buon fine, allora entra in gioco l'esercito, che attacca la nazione così da destabilizzarne il governo e sostituirlo con uno assoggettato.
Tutto questo viene ricostruito nel libro in base alle esperienze e alle conoscenze accumulate dal protagonista nella sua vita.

## Gli stati colpiti
Nella sua esperienza, Perkins racconta di alcuni stati colpiti da questo sistema:
- Iran: primo paese colpito da questo sistema. È in questa nazione che nasce il concetto di sicario dell'economia. Nel 1951 Kermit Roosevelt jr riesce attraverso raggiri e pagamenti a scatenare la violenza della popolazione contro il leader Mossadeq eletto democraticamente che aveva nazionalizzato le risorse della multinazionale inglese del petrolio genitore della BP
- Indonesia: il protagonista ci arriva per creare una previsione economica per la costruzione di un impianto elettrico che distribuisca energia alla nazione.
- Panama: in questo paese tutti i problemi derivano dal Canale di Panamá e si risolveranno con l'intervento degli sciacalli contro il presidente. In realtà già in passato Panamá aveva subito interventi da parte degli Stati Uniti ed era nata proprio per intervento della nave da guerra Nashville nell'allora Colombia, che si rifiutava di concedere agli USA l'utilizzo dell'istmo dove sarebbe nato il canale.
- Arabia Saudita: qui l'intervento degli Stati Uniti mira ad ottenere investimenti attraverso i petrodollari al fine di finanziare la ricostruzione del paese.

## Edizioni
- John Perkins, Confessioni di un sicario dell'economia, Minimun Fax, 2004,  p. 307.
- John Perkins, Confessioni di un sicario dell'economia. La costruzione dell'impero americano nel racconto di un insider, Milano, BEAT, 2015. ISBN 978-8865590690